# 다니구치 요시로
다니구치 요시로(일본어: 谷口 吉郎, 1904년 6월 24일 ~ 1979년 2월 2일)는 쇼와 시대에 활약한 일본의 건축가이다. 이시카와현 가나자와시 출신이다. 도쿄 공업대학의 교단에서 많은 후진을 지도하였으며, 제국극장(帝国劇場)의 설계자, 정원 연구자, 박물관 메이지촌(博物館明治村)의 초대 관장으로도 알려졌다. 아들 다니구치 요시오도 건축가이다.

## 약력
- 1904년(메이지 37년) 가나자와 시에서 출생
- 1928년(쇼와 3년) 도쿄제국대학 건축학과 졸업
- 1929년(쇼와 4년) 도쿄 공업대학(東京工業大学) 강사
- 1930년(쇼와 5년) 조교수
- 1938년(쇼와 13년) 주독일대사관 신축의 일환으로 일본정원 조성을 위해 다음 해까지 베를린 출장
- 1943년(쇼와 18년) 교수
- 1965년(쇼와 40년) 정년퇴임, 명예교수
- 1973년(쇼와 48년) 문화훈장(文化勲章) 수장
- 1979년(쇼와 54년) 사망

## 주요 작품

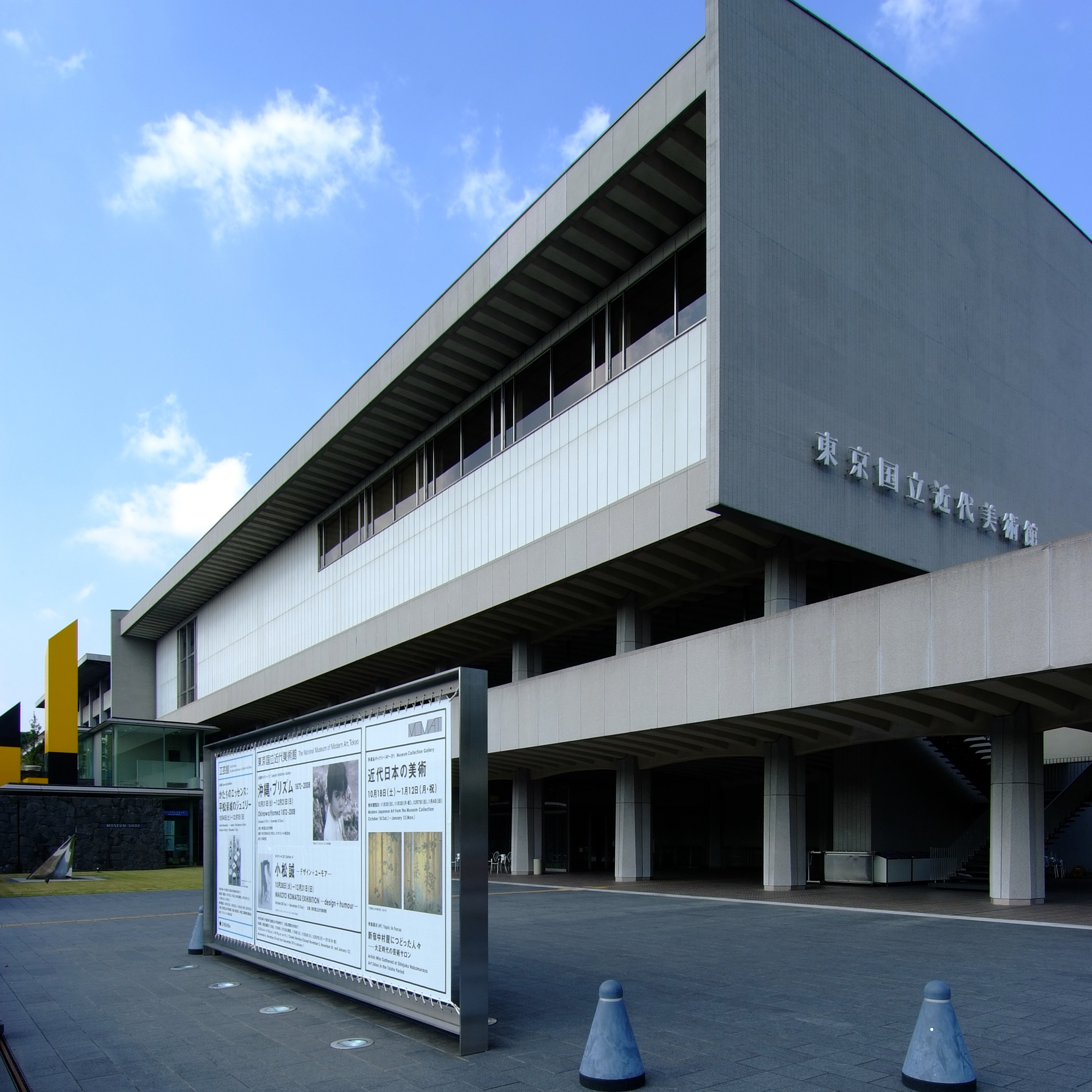
도쿄국립근대미술관
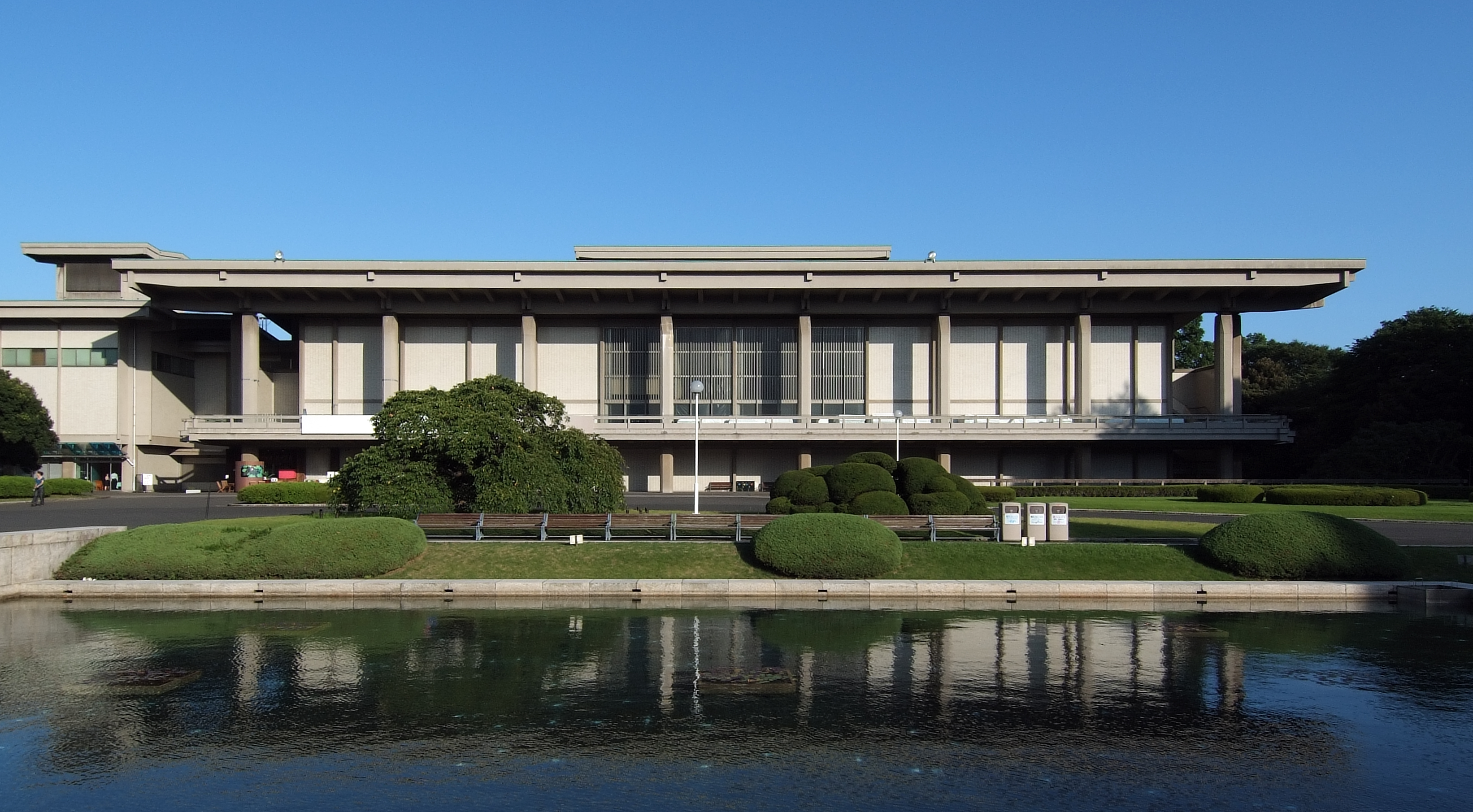
도쿄국립박물관 동양관
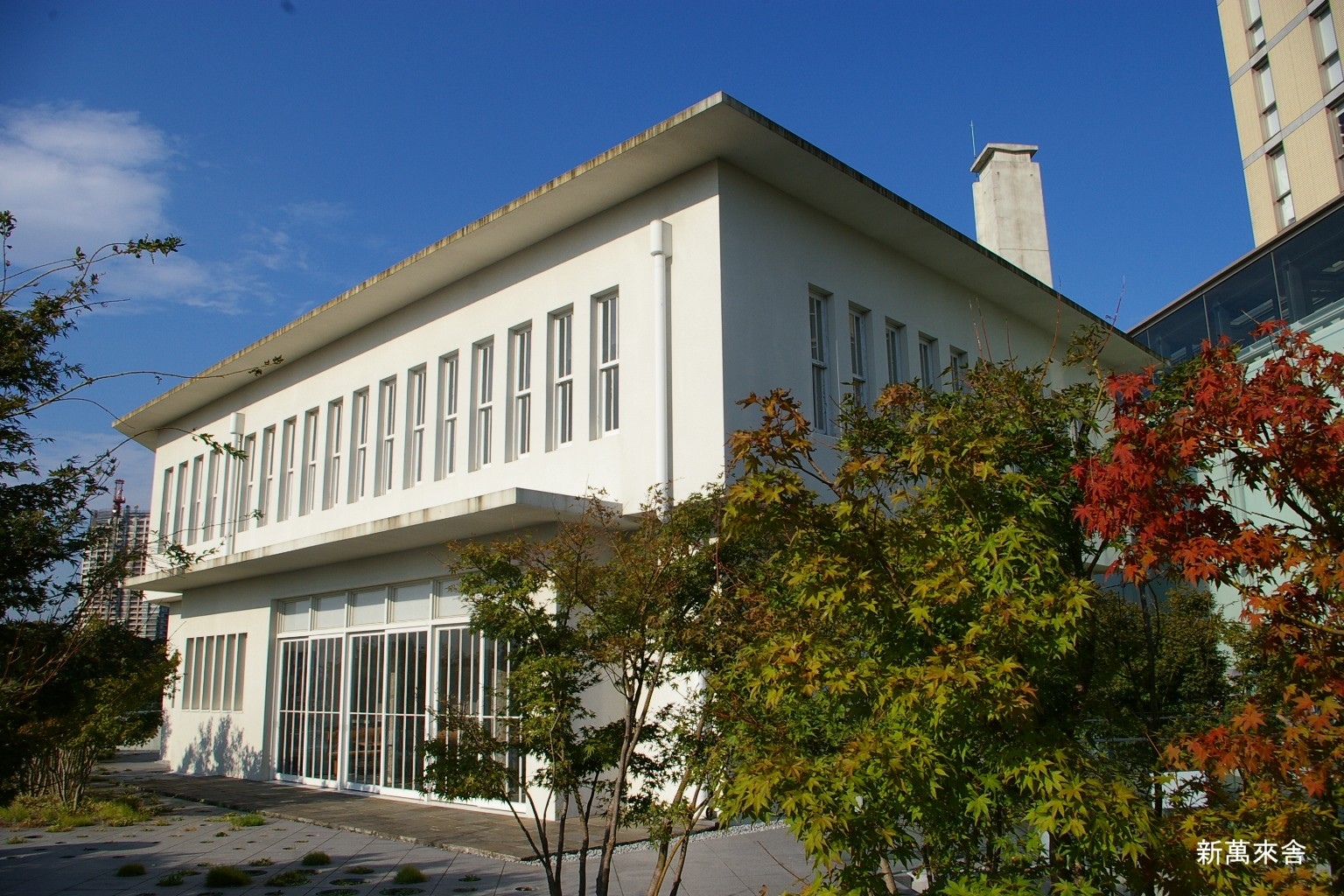
게이오대학 신만래사
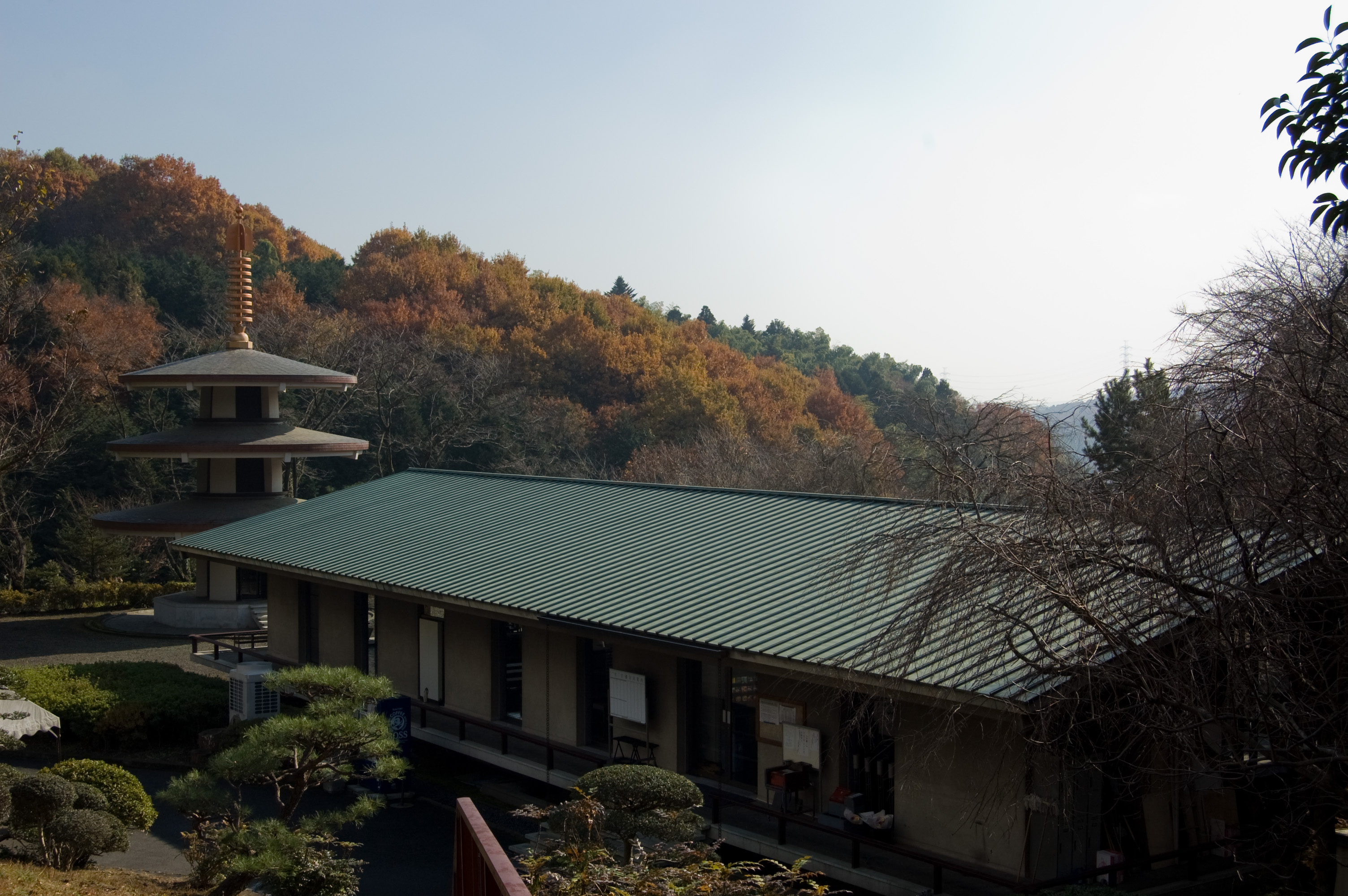
조센지 영원
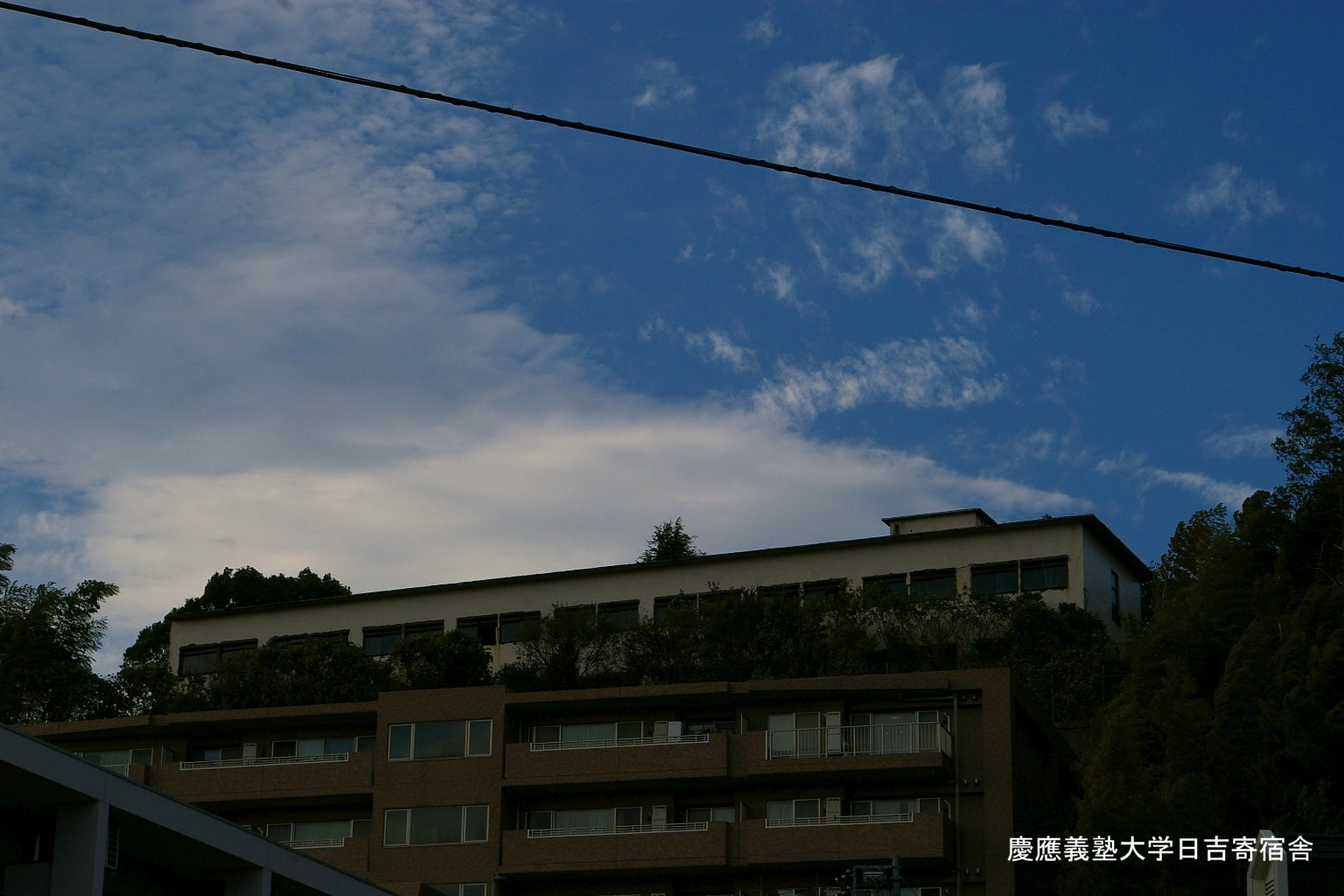
히요시 기숙사

## 일화
메이지 시대 건축의 대표작인 로쿠메이칸이 해체되는 모습을 야마노테 선의 차안에서 보고 유감스럽게 생각한 것이, 이후 박물관 메이지무라(博物館明治村)의 구상으로 연결되었다고 한다. 당시 메이테쓰(名鉄) 사장 쓰치카와 모토오(土川元夫)와 의견이 맞아 메이지무라 개관을 위해서 노력했다. 다니구치와 쓰치카와는 가나자와 제4고등학교의 동급생으로 친구였다.

## 저서
- 《눈빛 일기》(雪あかり日記), 주오공론미술출판(中央公論美術出版), 1974년
- 《시냇물 일기》(せせらぎ日記), 주오공론미술출판(中央公論美術出版), 1983년
- 《다니구치 요시로 저작집》(谷口吉郎著作集) 전5권, 단코쇼(淡交社), 1981년
- 《다니구치 요시로의 세계 모더니즘 상대화가 연 지평》(谷口吉郎の世界 モダニズム相対化がひらいた地平), 쇼코쿠쇼(彰国社), 1998년